# Līvāni (novads)
Līvāni (łot.: Līvānu novads) – jeden z łotewskich novadsów, funkcjonujący od 2009.
W skład novadsu wchodzą: 
- miasto: Līvāni
- pagastsy: Jersika, Rožupe, Rudzāti, Sutri, Turki

## Historia
Novads powstało na terenach należących przed 2009 do rejonu Preiļi.
Podczas reformy administracyjnej w 2021 terytorium novadsu nie uległo zmianie.